# Helena National Forest
Der Helena National Forest ist ein im zentralen Montana gelegener National Forest. Der rund 4.000 km² große Wald besteht aus verschiedenen Teilflächen, welche um die Bundeshauptstadt Helena gelegen sind.

## Flora und Fauna
Die flacheren Gegenden des Nationalforstes bestehen aus Graslandschaften, in denen auch verschiedene Artemisia-Arten vorkommen. Mit steigender Höhe kommen kleine Wälder aus Küsten-Kiefer, Douglasien und Fichten hinzu. Die oberen Regionen des National Forest (bis zu 3.000 m) gehören zu den Rocky Mountains und sind spärlich bewachsen.
Zu den größeren Tierarten des Gebietes gehören Grizzlybären, Wölfe und Elche. Zudem brüten hier Weißkopfseeadler.

## Wilderness Areas
Zum Helena National Forest gehören vier Totalreservate, die als Wilderness Area ausgezeichnet sind:
- Big Belt Mountains
- Gates of the Mountains Wilderness
- Scapegoat Wilderness
- Elkhorn Mountains

## Geschichte
Im Sommer 1805 wurde das Gebiet von der Lewis-und-Clark-Expedition durchquert.
Die Landschaft wurde am 12. April 1906 zum National Forest erklärt. Im Laufe der Zeit wurde dessen Fläche immer mehr erweitert. So kamen 1908 die Elkhorn Mountains hinzu. 2015 wurde der Helena National Forest mit dem Lewis and Clark National Forest zusammengelegt.
Am 5. August 1949 starben 13 Feuerwehrmänner bei einem Waldbrand im Helena National Forest. Das als Mann-Gulch-Waldbrand (Mann Gulch Fire) bezeichnete Feuer gehört durch das Buch „Junge Männer im Feuer“ von Norman Maclean zu den bekanntesten Bränden der Vereinigten Staaten.

## Bilder

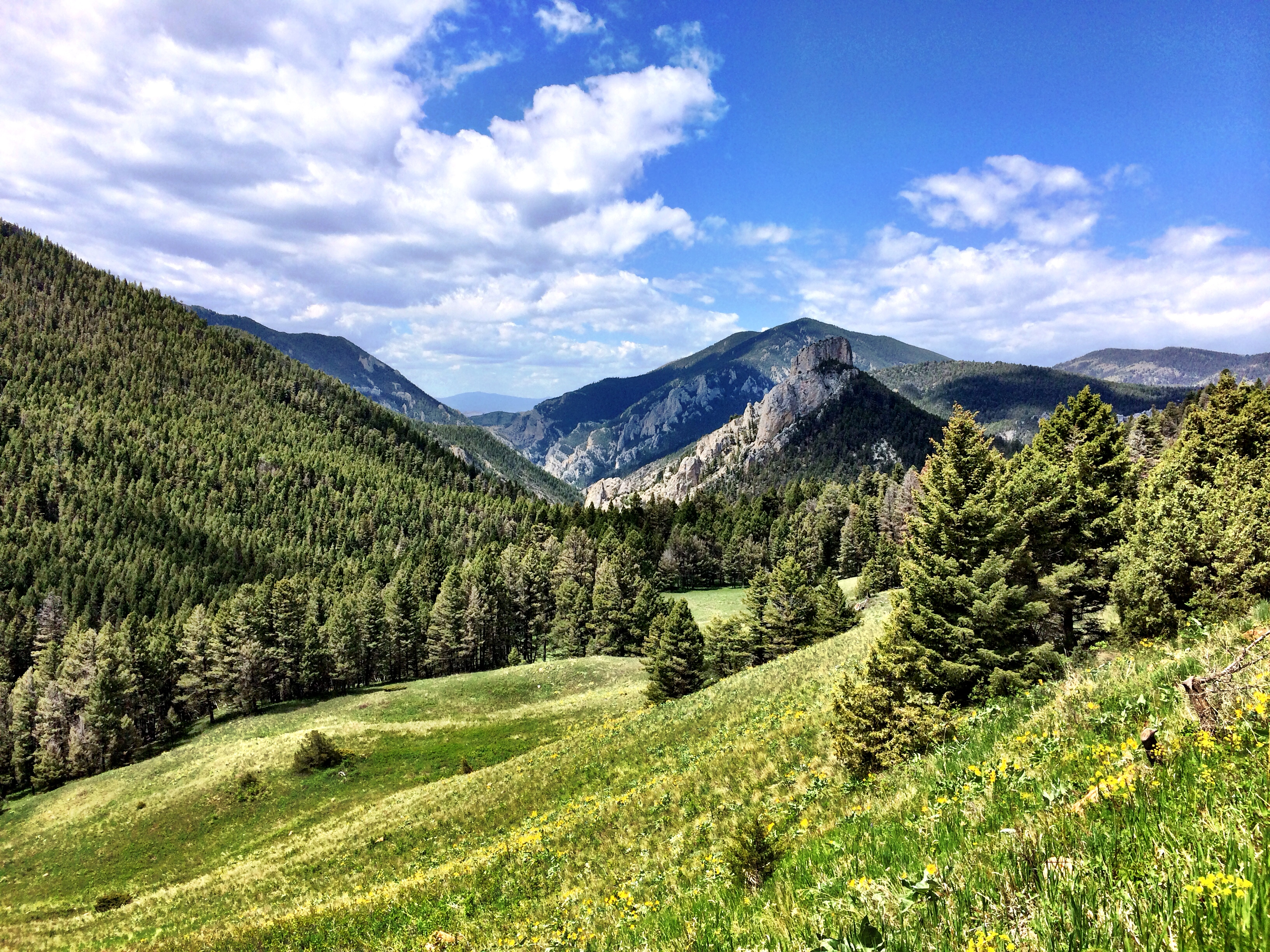
Blick von der Beaver Creek Road
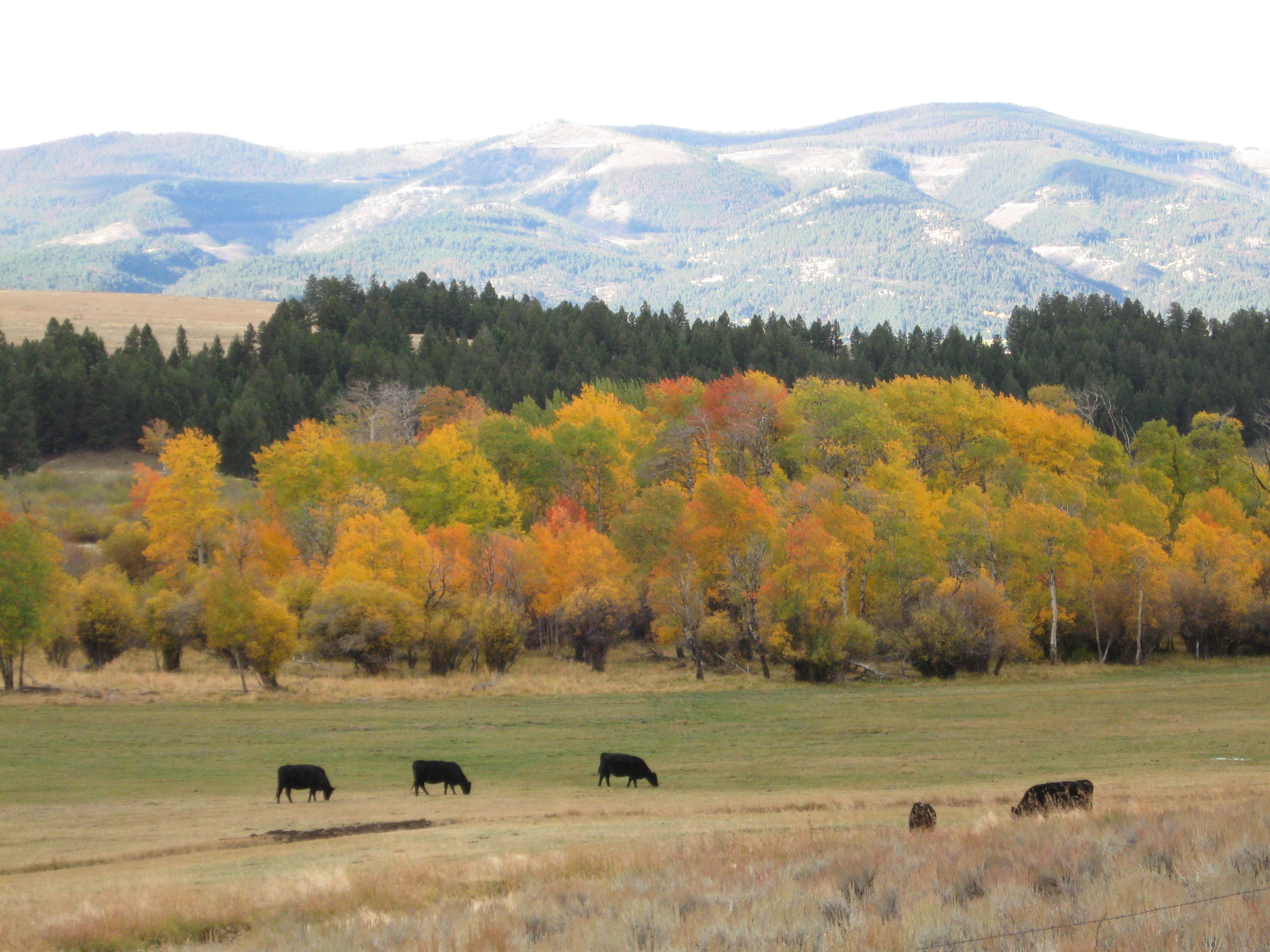
Wälder im National Forest
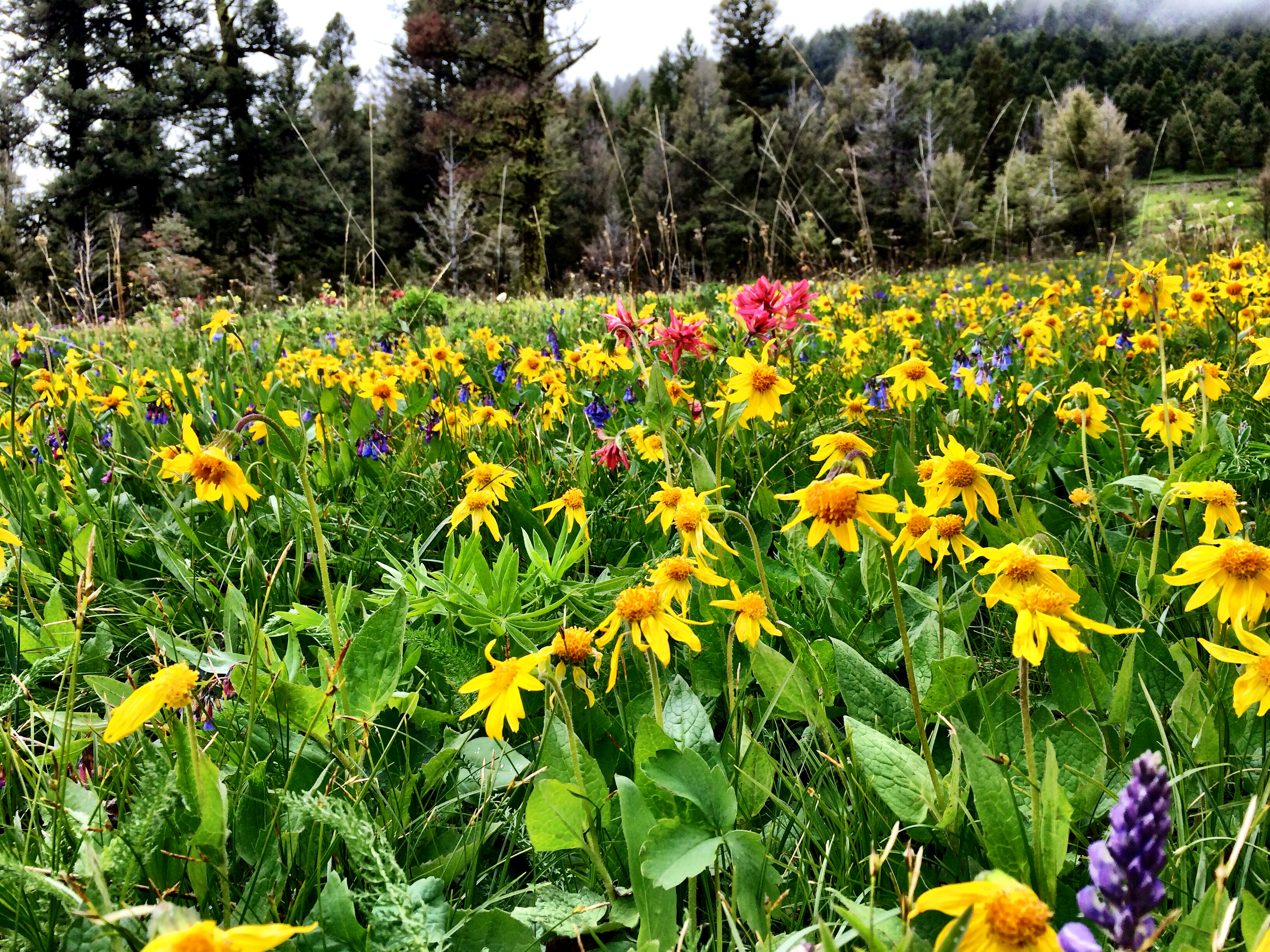
Blumenwiese im National Forest
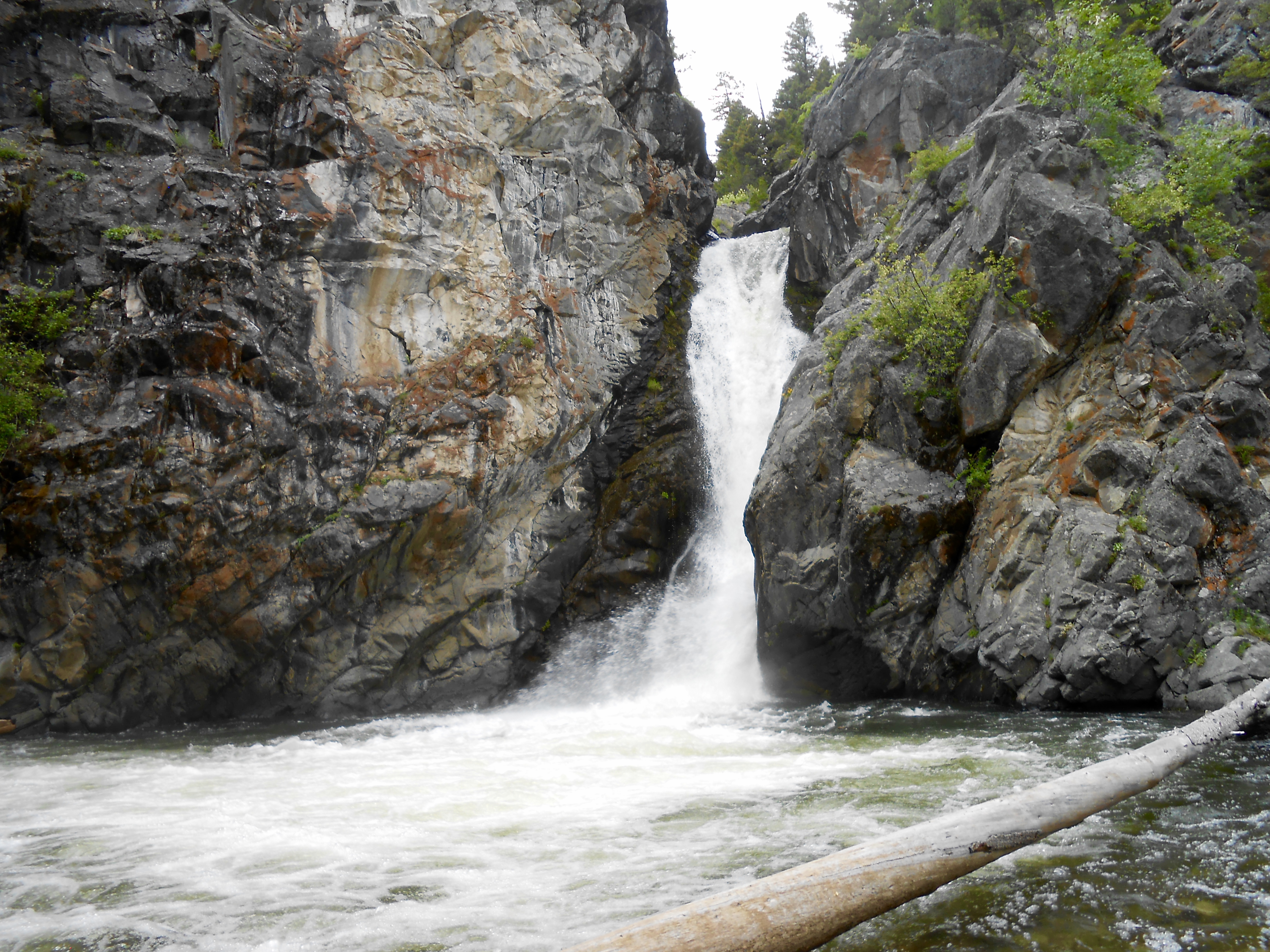
Ein Wasserfall des Crow Creek
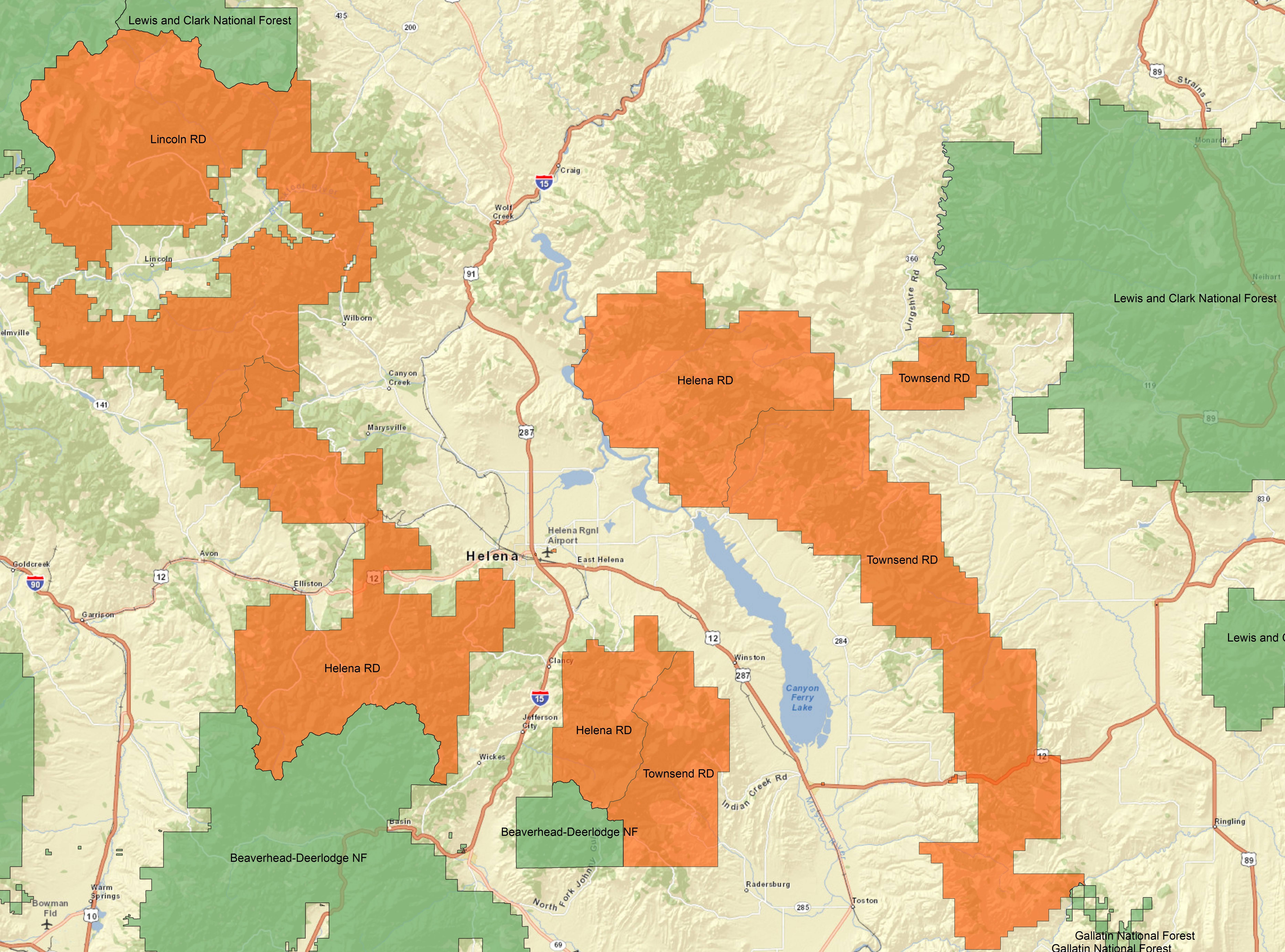
Karte des National Forest